# Giorgio Bolognesi
Giorgio Bolognesi (Torino, 18 luglio 1925 – Monastier di Treviso, 16 agosto 2014) è stato un calciatore, allenatore di calcio e dirigente sportivo italiano, di ruolo portiere.

## Carriera

### Giocatore
Comincia nella squadra ragazzi della Juventus.
Dopo la guerra, nella quale rischia di essere giustiziato per aver disertato, ricomincia dalla Serie C nel Piemonte (una squadra mista di ragazzi di Torino e Juve da non confondersi con il Piemonte FC sciolto da tempo), da qui poi la Carrarese, il Pisa in Serie B, il Monsummano in C e il Cagliari.
Dopo tre stagioni con i sardi con i quali verrà promosso in Serie B passa in Serie A al Padova dove concluderà la carriera pur non giocando tantissimo (fu titolare solo nella stagione 1955-1956, quando i veneti, guidati da Nereo Rocco, chiusero il campionato all'ottavo posto.
In carriera ha totalizzato complessivamente 24 presenze in Serie A e 32 in Serie B.

### Allenatore e dirigente
Intraprese la carriera di allenatore, sedendo sulla panchina della Miranese nel campionato di Serie D 1961-1962. Oltre ad aver guidato le giovanili, a più riprese (due volte nel 1972 e nel 1973-1974), ha anche guidato la prima squadra dei biancoscudati.
Inoltre è stato anche direttore sportivo, sempre negli anni settanta.

## Palmarès

### Club

#### Competizioni nazionali
- Serie C: 1

Cagliari: 1951-1952